# Талер, Ричард
Ричард Талер (англ. Richard H. Thaler — Те́йлер; род. 12 сентября 1945, Ист-Ориндж, Нью-Джерси, США) — американский экономист. Лауреат премии по экономике памяти Альфреда Нобеля 2017 года за вклад в область поведенческой экономики.
Почётный профессор поведенческих наук и экономики Школы бизнеса Чикагского университета.

## Биография
Родился в городке Ист-Ориндж (округ Эссекс, штат Нью-Джерси), был одним из трёх сыновей в еврейской семье. Его отец Алан Морис Талер (1917, Торонто — 2004, Скотсдейл) был актуарием и к концу карьеры — старшим вице-президентом страховой компании Prudential, а в 1970 году стал партнёром в консалтинговой фирме Milliman & Robertson; мать — Розлин Мельников (1921, Бруклин — 2008, Скотсдейл) — была школьной учительницей. Среднее образование получил в частной Ньюаркской академии, степень бакалавра — в Кейсовском университете Западного резервного района (Кливленд, 1967), магистра (1970) и доктора философии (под руководством Шервина Розена, 1974) — в Рочестерском университете.
Преподавал в Рочестерском, Корнеллском и Чикагском университетах. Лауреат премии Самуэльсона (2005).
Известен как теоретик в области финансового и экономического поведения благодаря совместной работе с Нобелевским лауреатом Даниэлем Канеманом и Амосом Тверским; автор так называемой «теории подталкивания» (Nudge theory, «управляемого выбора»).
Был одним из советников президента США Барака Обамы.
В 2015 году Талер снялся в фильме «Игра на понижение», который рассказывает о предвестнике мирового финансового кризиса 2008 года — обвале ипотечного рынка США. Экономист появляется в камео, где вместе с Селеной Гомес объясняет обманчивость феномена «удачной руки» (серия удачных ставок), в который верят многие любители азартных игр, и согласно которому считается, что если какое-то событие произошло несколько раз подряд, значит, в следующий раз это произойдёт с большей долей вероятности — как в Лас-Вегасе за столом для блек-джека.

## Исследования в области поведенческой экономики
Ричард Талер включил в анализ принятия экономических решений реалистичные психологические предположения, обусловленные эволюционно и ценностно. Он выявил систематические последствия присущих людям когнитивных искажений, таких человеческих черт, как ограниченная рациональность, социальные предпочтения и недостаток самоконтроля, их воздействие на принятие индивидуальных решений, а также на функционирование рынков в целом. Талер также является одним из основателей области поведенческих финансов, в которой исследуется влияние когнитивных ограничений, отклоняющих людей от рационального поведения, на функционирование финансовых рынков.
Ограниченная рациональность. Талер разработал теорию, учитывающую использование упрощений, которые люди применяют, при принятии финансовых решений, используя для этого в своём сознании отдельные учётные записи для финансов, предназначенных для разных целей (на жизнь, отдых, развлечения, ипотека и т. д.) и/или получаемых с различной степенью усилий (зарплата, случайные выигрыши и т. д.), уделяя основное внимание влиянию каждого отдельного решения, а не общему их эффекту. Он также показал, как «неприятие потери» может объяснить, почему люди оценивают выше предмет, которым они владеют, назвав это явление «эффектом владения».
Социальные предпочтения. В ходе теоретических и экспериментальных исследований Талер выявил влияние, которое оказывает на принятие людьми решений понимание ими справедливости как безусловной ценности. Он показал, как приверженность этому чувству может препятствовать повышению цен в периоды высокого спроса, связанного с форс-мажорными для покупателей обстоятельствами, например, стихийными бедствиями, в то же время позволяя фирмам повышать цены при росте их расходов. Талер и его коллеги разработали диктаторскую игру — экспериментальный инструмент, который использовался в многочисленных исследованиях для измерения приверженности справедливости разных группах людей во всём мире.
Недостаток самоконтроля. Талер также пролил новый свет на старое замечание о трудности контроля решений, принимаемых в Новый Год. Он показал, как анализировать проблемы самоконтроля с использованием модели планировщика, аналогичного тем структурам, которые используются психологами и нейробиологами для описания внутренней напряжённости, испытываемой людьми и вызываемой противоречиями между долгосрочным планированием и текущими делами, сильным дисконтированием будущего по отношению к текущему времени. Чрезмерное занижение оценки или даже игнорирование будущих последствий сиюминутных искушений — важная причина, по которой наши планы по обеспечению продолжительности и качества жизни в пожилом возрасте или по ведению здорового образа жизни часто терпят неудачу. В своей практической работе Талер продемонстрировал, как «подталкивание» (англ. nudge, от идиш: надоедать) — термин, который он ввёл — может помочь людям лучше справляться с проблемой саморегулирования при накоплении пенсионных средств, а также в других подобных ситуациях. Подталкивание состоит в создании условий, способствующих повышению вероятности достижения более эффективных социальных целей, в том числе с использованием средства «умолчания», обеспечивающего возможность при наличии нескольких вариантов, без явного указания человеком, задействовать наиболее предпочтительный. При этом люди имеют возможность использовать другие варианты, но их выбор они должны сделать в явном, установленном порядке виде. Подталкивание является одним из видов «мягкой силы», позволяющим преодолеть свойственное людям когнитивное искажение «оставить все как есть» (стремление к сохранению статус-кво) не потому, что существующее лучше, а, потому, что оно привычнее.
Таким образом подталкивание является одним из видов «мягкой силы», обеспечивающим повышение вероятности достижения социальных целей, сохраняющим при этом свободу выбора, возможность применения других вариантов. Использующая подталкивание политика называется «либертарианским патернализмом» («патерналистским либерализмом»).
Ричард Талер установил связь между экономическим и психологическим анализом индивидуальных решений. Его эмпирические выводы и теоретические идеи сыграли важную роль в создании новой и быстро расширяющейся области поведенческой экономики, которая оказала глубокое влияние на многие области экономических исследований и политики.

## Награды
- Премия по экономике памяти Альфреда Нобеля (2017) — «за вклад в исследование поведенческой экономики»[14][15].

## Публикации
- «Квазирациональная экономическая теория» (Quasi-Rational Economics, 1991).
- «Проклятие победителей: парадоксы и аномалии экономической жизни» (The Winner’s Curse: Paradoxes and Anomalies of Economic Life, Free Press, 1991).
- Richard H. Thaler, Cass R. Sunstein. Nudge. Архитектура выбора (Nudge: Improving Decisions about Health, Wealth, and Happiness, Yale University Press, 2008) — Подталкивание: улучшение решений по поводу здоровья, богатства и счастья[13][12][16][17].

### Переводы на русский язык
- От Homo economicus к Homo sapiens // Логос, № 1(97), 2014. — С. 141—154.
- Ричард Талер. Новая поведенческая экономика. Почему люди нарушают правила традиционной экономики и как на этом заработать = Misbehaving: The Making of Behavioral Economics. — М.: Эксмо, 2017. — 368 с. — ISBN 978-5-699-90980-3.
- Ричард Талер, Касс Санстейн. Nudge. Архитектура выбора = Nudge: Improving Decisions About Health, Wealth, and Happiness (англ.). — Манн, Иванов и Фербер, 2017. — 240 p. — ISBN 978-5-00100-785-2.